# واحة غات

مناطق ليبيا

واحة غات منطقة محمية في ليبيا. تقع في جنوب غربي ليبيا، قريباً جداً من الحدود الجزائرية.

طبوغرافيا لخريطة ليبيا

كان يمر من هناك طريق قديم للقوافل الصحراوية، وكان هناك مركزاً لتجارة الرقيق.